# Badminton la Jocurile Olimpice de vară din 2020 - dublu masculin
Proba de badminton dublu masculin de la Jocurile Olimpice de vară din 2020 de la Tokyo a avut loc în perioada 24-31 iulie 2021. Aceasta s-a desfășurat la Musashino Forest Sports Plaza, unde au concurat 16 perechi din 14 de țări.

## Formatul competiției
Proba dublu mixt s-a desfășurat în 2 faze: faza grupelor și faza eliminatorie. Pentru faza grupelor, perechile au fost împărțite în 4 grupe de câte 4 perechi fiecare. Fiecare grupă s-a jucat după sistemul fiecare cu fiecare. Primele două perechi din fiecare grupă a avansat în faza eliminatorie. Faza eliminatorie a fost un turneu de eliminare desfășurat în trei etape, cu un meci pentru medalia de bronz.
Meciurile s-au jucat după sistemul cel mai bun din trei seturi. Fiecare set s-a jucat până când un jucător a ajuns la 21 de puncte, dar să existe o diferență de 2 puncte, cu excepția cazului în care scorul a ajuns la 30-29.

## Rezultate

### Faza grupelor

#### Grupa A
| Loc | Echipă                                                     | MJ | MC | MP | SC | SP | DS | PC  | PP  | DP  | DS | Calificare                         |
| --- | ---------------------------------------------------------- | -- | -- | -- | -- | -- | -- | --- | --- | --- | -- | ---------------------------------- |
| 1   | Marcus Fernaldi Gideon (INA) Kevin Sanjaya Sukamuljo (INA) | 3  | 2  | 1  | 5  | 2  | +3 | 140 | 108 | +32 | 2  | Calificare în sferturile de finală |
| 2   | Lee Yang (TPE) Wang Chi-lin (TPE)                          | 3  | 2  | 1  | 5  | 3  | +2 | 161 | 151 | +10 | 2  | Calificare în sferturile de finală |
| 3   | Satwiksairaj Rankireddy (IND) Chirag Shetty (IND)          | 3  | 2  | 1  | 4  | 3  | +1 | 131 | 140 | -9  | 2  |                                    |
| 4   | Ben Lane (GBR) Sean Vendy (GBR)                            | 3  | 0  | 3  | 0  | 6  | -6 | 93  | 126 | -33 | 0  |                                    |

În urma meciurilor directe clasamentul între echipele cu aceleași puncte a fost: 1. Indonezia, 2. India, 3. Taipeiul Chinez.
| Dată     | Oră   | Echipa 1                                       | Scor                                              | Echipa 2                              | Set 1 | Set 2 | Set 3 |
| -------- | ----- | ---------------------------------------------- | ------------------------------------------------- | ------------------------------------- | ----- | ----- | ----- |
| 24 iulie | 12:20 | Marcus Fernaldi Gideon Kevin Sanjaya Sukamuljo | 2–0 Arhivat în 25 iulie 2021, la Wayback Machine. | Ben Lane Sean Vendy                   | 21–15 | 21–11 |       |
| 24 iulie | 12:20 | Lee Yang Wang Chi-lin                          | 1–2 Arhivat în 26 iulie 2021, la Wayback Machine. | Satwiksairaj Rankireddy Chirag Shetty | 16–21 | 21–16 | 25–27 |
| 26 iulie | 11:20 | Lee Yang Wang Chi-lin                          | 2–0 Arhivat în 25 iulie 2021, la Wayback Machine. | Ben Lane Sean Vendy                   | 21–17 | 21–14 |       |
| 26 iulie | 12:40 | Marcus Fernaldi Gideon Kevin Sanjaya Sukamuljo | 2–0 Arhivat în 26 iulie 2021, la Wayback Machine. | Satwiksairaj Rankireddy Chirag Shetty | 21–13 | 21–12 |       |
| 27 iulie | 12:00 | Marcus Fernaldi Gideon Kevin Sanjaya Sukamuljo | 1–2 Arhivat în 27 iulie 2021, la Wayback Machine. | Lee Yang Wang Chi-lin                 | 18–21 | 21–15 | 17–21 |
| 27 iulie | 12:00 | Satwiksairaj Rankireddy Chirag Shetty          | 2–0 Arhivat în 26 iulie 2021, la Wayback Machine. | Ben Lane Sean Vendy                   | 21–17 | 21–19 |       |

#### Grupa B
| Loc | Echipă                                             | MJ | MC | MP | SC | SP | DS | PC  | PP  | DP  | DS | Calificare                         |
| --- | -------------------------------------------------- | -- | -- | -- | -- | -- | -- | --- | --- | --- | -- | ---------------------------------- |
| 1   | Hiroyuki Endo (JPN) Yuta Watanabe (JPN)            | 3  | 3  | 0  | 6  | 0  | +6 | 126 | 73  | +53 | 3  | Calificare în sferturile de finală |
| 2   | Kim Astrup (DEN) Anders Skaarup Rasmussen (DEN)    | 3  | 2  | 1  | 4  | 2  | +2 | 110 | 90  | +20 | 2  | Calificare în sferturile de finală |
| 3   | Vladimir Ivanov (COR) Ivan Sozonov (COR)           | 3  | 1  | 2  | 2  | 4  | -2 | 111 | 102 | +9  | 1  |                                    |
| 4   | Godwin Olofua (NGR) Anuoluwapo Juwon Opeyori (NGR) | 3  | 0  | 3  | 0  | 6  | -6 | 44  | 126 | -82 | 0  |                                    |

| Dată     | Oră   | Echipa 1                            | Scor                                              | Echipa 2                               | Set 1 | Set 2 | Set 3 |
| -------- | ----- | ----------------------------------- | ------------------------------------------------- | -------------------------------------- | ----- | ----- | ----- |
| 24 iulie | 13:00 | Kim Astrup Anders Skaarup Rasmussen | 2–0 Arhivat în 24 iulie 2021, la Wayback Machine. | Vladimir Ivanov Ivan Sozonov           | 21–13 | 21–18 |       |
| 24 iulie | 20:00 | Hiroyuki Endo Yuta Watanabe         | 2–0 Arhivat în 25 iulie 2021, la Wayback Machine. | Godwin Olofua Anuoluwapo Juwon Opeyori | 21–2  | 21–7  |       |
| 25 iulie | 12:40 | Hiroyuki Endo Yuta Watanabe         | 2–0 Arhivat în 24 iulie 2021, la Wayback Machine. | Vladimir Ivanov Ivan Sozonov           | 21–19 | 21–19 |       |
| 26 iulie | 18:00 | Kim Astrup Anders Skaarup Rasmussen | 2–0 Arhivat în 25 iulie 2021, la Wayback Machine. | Godwin Olofua Anuoluwapo Juwon Opeyori | 21–7  | 21–10 |       |
| 27 iulie | 11:20 | Hiroyuki Endo Yuta Watanabe         | 2–0 Arhivat în 25 iulie 2021, la Wayback Machine. | Kim Astrup Anders Skaarup Rasmussen    | 21–14 | 21–12 |       |
| 27 iulie | 18:40 | Vladimir Ivanov Ivan Sozonov        | 2–0 Arhivat în 25 iulie 2021, la Wayback Machine. | Godwin Olofua Anuoluwapo Juwon Opeyori | 21–8  | 21–10 |       |

#### Grupa C
| Loc | Echipă                                  | MJ | MC | MP | SC | SP | DS | PC  | PP  | DP  | DS | Calificare                         |
| --- | --------------------------------------- | -- | -- | -- | -- | -- | -- | --- | --- | --- | -- | ---------------------------------- |
| 1   | Li Junhui (CHN) Liu Yuchen (CHN)        | 3  | 3  | 0  | 6  | 0  | +6 | 126 | 83  | +43 | 3  | Calificare în sferturile de finală |
| 2   | Takeshi Kamura (JPN) Keigo Sonoda (JPN) | 3  | 2  | 1  | 4  | 2  | +2 | 114 | 77  | +37 | 2  | Calificare în sferturile de finală |
| 3   | Mark Lamsfuß (GER) Marvin Seidel (GER)  | 3  | 1  | 2  | 2  | 4  | -2 | 90  | 110 | -20 | 1  |                                    |
| 4   | Phillip Chew (USA) Ryan Chew (USA)      | 3  | 0  | 3  | 0  | 6  | -6 | 66  | 126 | -60 | 0  |                                    |

| Dată     | Oră   | Echipa 1                    | Scor                                              | Echipa 2                    | Set 1 | Set 2 | Set 3 |
| -------- | ----- | --------------------------- | ------------------------------------------------- | --------------------------- | ----- | ----- | ----- |
| 24 iulie | 11:00 | Li Junhui Liu Yuchen        | 2–0 Arhivat în 25 iulie 2021, la Wayback Machine. | Phillip Chew Ryan Chew      | 21–9  | 21–17 |       |
| 24 iulie | 19:20 | Takeshi Kamura Keigo Sonoda | 2–0 Arhivat în 24 iulie 2021, la Wayback Machine. | Mark Lamsfuß Marvin Seidel  | 21–13 | 21–8  |       |
| 25 iulie | 18:40 | Li Junhui Liu Yuchen        | 2–0 Arhivat în 25 iulie 2021, la Wayback Machine. | Mark Lamsfuß Marvin Seidel  | 21–14 | 21–13 |       |
| 26 iulie | 10:00 | Takeshi Kamura Keigo Sonoda | 2–0 Arhivat în 25 iulie 2021, la Wayback Machine. | Phillip Chew Ryan Chew      | 21–11 | 21–3  |       |
| 27 iulie | 10:00 | Li Junhui Liu Yuchen        | 2–0 Arhivat în 28 iulie 2021, la Wayback Machine. | Takeshi Kamura Keigo Sonoda | 21–14 | 21–16 |       |
| 27 iulie | 18:00 | Mark Lamsfuß Marvin Seidel  | 2–0 Arhivat în 26 iulie 2021, la Wayback Machine. | Phillip Chew Ryan Chew      | 21–10 | 21–16 |       |

#### Grupa D
| Loc | Echipă                                     | MJ | MC | MP | SC | SP | DS | PC  | PP  | DP  | DS | Calificare                         |
| --- | ------------------------------------------ | -- | -- | -- | -- | -- | -- | --- | --- | --- | -- | ---------------------------------- |
| 1   | Mohammad Ahsan (INA) Hendra Setiawan (INA) | 3  | 3  | 0  | 6  | 1  | +5 | 145 | 109 | +36 | 3  | Calificare în sferturile de finală |
| 2   | Aaron Chia (MAS) Soh Wooi Yik (MAS)        | 3  | 2  | 1  | 4  | 2  | +2 | 122 | 107 | +15 | 2  | Calificare în sferturile de finală |
| 3   | Choi Sol-gyu (KOR) Seo Seung-jae (KOR)     | 3  | 1  | 2  | 3  | 4  | -1 | 130 | 128 | +2  | 1  |                                    |
| 4   | Jason Ho-Shue (CAN) Nyl Yakura (CAN)       | 3  | 0  | 3  | 0  | 6  | -6 | 73  | 126 | -53 | 0  |                                    |

| Dată     | Oră   | Echipa 1                       | Scor                                              | Echipa 2                   | Set 1 | Set 2 | Set 3 |
| -------- | ----- | ------------------------------ | ------------------------------------------------- | -------------------------- | ----- | ----- | ----- |
| 24 iulie | 18:00 | Mohammad Ahsan Hendra Setiawan | 2–0 Arhivat în 25 iulie 2021, la Wayback Machine. | Jason Ho-Shue Nyl Yakura   | 21–12 | 21–11 |       |
| 24 iulie | 18:00 | Choi Sol-gyu Seo Seung-jae     | 0–2 Arhivat în 24 iulie 2021, la Wayback Machine. | Aaron Chia Soh Wooi Yik    | 22–24 | 15–21 |       |
| 25 iulie | 10:00 | Choi Sol-gyu Seo Seung-jae     | 2–0 Arhivat în 24 iulie 2021, la Wayback Machine. | Jason Ho-Shue Nyl Yakura   | 21–14 | 21–8  |       |
| 26 iulie | 19:20 | Mohammad Ahsan Hendra Setiawan | 2–0 Arhivat în 26 iulie 2021, la Wayback Machine. | Aaron Chia Soh Wooi Yik    | 21–16 | 21–19 |       |
| 27 iulie | 12:40 | Mohammad Ahsan Hendra Setiawan | 2–1 Arhivat în 27 iulie 2021, la Wayback Machine. | Choi Sol-gyu Seo Seung-jae | 21–12 | 19–21 | 21–18 |
| 27 iulie | 20:00 | Aaron Chia Soh Wooi Yik        | 2–0 Arhivat în 28 iulie 2021, la Wayback Machine. | Jason Ho-Shue Nyl Yakura   | 21–15 | 21–13 |       |

### Faza eliminatorie
Sursa:
|  | Sferturi de finală | Sferturi de finală                                         | Sferturi de finală | Sferturi de finală | Sferturi de finală |  |  | Semifinale | Semifinale                                 | Semifinale | Semifinale                        | Semifinale |    |  | Finala      | Finala                                     | Finala      | Finala      | Finala      |  |
|  |                    |                                                            |                    |                    |                    |  |  |            |                                            |            |                                   |            |    |  |             |                                            |             |             |             |  |
|  | A1                 | Marcus Fernaldi Gideon (INA) Kevin Sanjaya Sukamuljo (INA) | 14                 | 17                 |                    |  |  |            |                                            |            |                                   |            |    |  |             |                                            |             |             |             |  |
|  | D2                 | Aaron Chia (MAS) Soh Wooi Yik (MAS)                        | 21                 | 21                 |                    |  |  | D2         | Aaron Chia (MAS) Soh Wooi Yik (MAS)        | 22         | 13                                |            |    |  |             |                                            |             |             |             |  |
|  | C1                 | Li Junhui (CHN) Liu Yuchen (CHN)                           | 12                 | 21                 | 21                 |  |  | C1         | Li Junhui (CHN) Liu Yuchen (CHN)           | 24         | 21                                |            |    |  |             |                                            |             |             |             |  |
|  | B2                 | Kim Astrup (DEN) Anders Skaarup Rasmussen (DEN)            | 21                 | 14                 | 19                 |  |  |            |                                            |            |                                   |            |    |  | C1          | Li Junhui (CHN) Liu Yuchen (CHN)           | 18          | 12          |             |  |
|  | A2                 | Lee Yang (TPE) Wang Chi-lin (TPE)                          | 21                 | 21                 |                    |  |  |            |                                            | A2         | Lee Yang (TPE) Wang Chi-lin (TPE) | 21         | 21 |  |             |                                            |             |             |             |  |
|  | B1                 | Hiroyuki Endo (JPN) Yuta Watanabe (JPN)                    | 16                 | 19                 |                    |  |  | A2         | Lee Yang (TPE) Wang Chi-lin (TPE)          | 21         | 21                                |            |    |  |             |                                            |             |             |             |  |
|  | C2                 | Takeshi Kamura (JPN) Keigo Sonoda (JPN)                    | 14                 | 21                 | 9                  |  |  | D1         | Mohammad Ahsan (INA) Hendra Setiawan (INA) | 11         | 10                                |            |    |  |             |                                            |             |             |             |  |
|  | D1                 | Mohammad Ahsan (INA) Hendra Setiawan (INA)                 | 21                 | 16                 | 21                 |  |  |            |                                            |            |                                   |            |    |  | Third place | Third place                                | Third place | Third place | Third place |  |
|  |                    |                                                            |                    |                    |                    |  |  |            |                                            |            |                                   |            |    |  |             |                                            |             |             |             |  |
|  |                    |                                                            |                    |                    |                    |  |  |            |                                            |            |                                   |            |    |  | D2          | Aaron Chia (MAS) Soh Wooi Yik (MAS)        | 17          | 21          | 21          |  |
|  |                    |                                                            |                    |                    |                    |  |  |            |                                            |            |                                   |            |    |  | D1          | Mohammad Ahsan (INA) Hendra Setiawan (INA) | 21          | 17          | 14          |  |